# Saint-Genest-d’Ambière
Saint-Genest-d’Ambière – miejscowość i gmina we Francji, w regionie Nowa Akwitania, w departamencie Vienne. Nazwa miejscowości pochodzi od imienia św. Genezjusza.
Według danych na rok 1990 gminę zamieszkiwało 1 105 osób, a gęstość zaludnienia wynosiła 34 osób/km² (wśród 1467 gmin regionu Poitou-Charentes, Saint-Genest-d’Ambière plasuje się na 272. miejscu pod względem liczby ludności, natomiast pod względem powierzchni na miejscu 137.).